# Campeonato Maranhense de Futebol de 2020 – Série A
A Série A do Campeonato Maranhense de Futebol de 2020 foi a 99.ª edição da principal divisão do futebol no Maranhão. A competição está sendo organizada pela Federação Maranhense de Futebol (FMF) e disputada por 8 (oito) clubes entre 25 de janeiro e setembro de 2020. Além do título, os times disputam classificações para a fase de grupos da Copa do Nordeste, primeira fase da Copa do Brasil e uma vaga para a Série D do Campeonato Brasileiro do ano seguinte.  Em 16 de março, a Federação Maranhense de Futebol suspendeu o campeonato por tempo indeterminado devido à pandemia de COVID-19,mais após reuniões ficou definido a volta do campeonato dia 1 de agosto,o campeão foi o Sampaio Corrêia.

## Regulamento

### Sistema de disputa
O certame será disputado em 4 (quatro) fases, a saber: primeira e segunda fase (fases classificatórias), terceira fase (semifinal) e quarta fase (final). Na primeira fase, os oito clubes se enfrentam em turno único (jogos de ida) e, ao fim das 7 (sete) rodadas, os 6 (seis) primeiros colocados avançam e os dois piores são rebaixados. Os dois melhores da primeira fase avançam direto para a semifinal, enquanto que do terceiro ao sexto disputarão uma segunda fase classificatória em sistema eliminatório, em partidas de ida e volta, as outras duas vagas. Semifinal e Final são disputadas no sistema eliminatório em jogos de ida e volta.

### Classificação para competições regionais e nacionais
Os três primeiros colocados disputarão a Copa do Brasil de 2021. Já o campeão, além da Copa do Brasil, disputará a fase de grupos da Copa do Nordeste de 2021 e a Série D do Brasileiro de 2021. Excluídos os clubes que já tenham vaga assegurada nas Séries A, B ou C do Campeonato Brasileiro de 2021, a equipe melhor classificada, concluída a competição, terá assegurada a indicação para a vaga.

### Critérios de desempate
Os critérios de desempate em caso de igualdade na pontuação da primeira fase são:
1. Maior número de vitórias;
2. Maior saldo de gols;
3. Maior número de gols pró;
4. Confronto direto (inaplicável em caso de empate entre três ou mais clubes);
5. Menor número de cartões vermelhos recebidos;
6. Menor número de cartões amarelos recebidos;
7. Sorteio.[1][7]

Em caso de igualdade de pontos nos duelos da segunda fase, semifinal e da final, são critérios de desempate:
1. Melhor saldo de gols no confronto;
2. Disputa por penalidades máximas.[1][7]

## Equipes participantes

### Promovidos e rebaixados
| Pos. | Rebaixados da Série A 2019 |
| ---- | -------------------------- |
| 8º   | Santa Quitéria             |

| Pos. | Promovido da Série B 2019 |
| ---- | ------------------------- |
| 1º   | Juventude                 |

### Informações das equipes
| Aumento | Equipe promovida da Série B 2019 |

## Primeira Fase
| 1 | Moto Club       | 19 | 7 | 6 | 1 | 0 | 12 | 2  | +10 | 90 |
| 2 | Sampaio Corrêa  | 16 | 7 | 5 | 1 | 1 | 19 | 5  | +14 | 76 |
| 3 | Imperatriz      | 12 | 7 | 4 | 0 | 3 | 7  | 5  | +2  | 57 |
| 4 | Juventude Samas | 12 | 7 | 4 | 0 | 3 | 10 | 10 | 0   | 57 |
| 5 | Pinheiro        | 9  | 7 | 3 | 0 | 4 | 16 | 14 | +2  | 43 |
| 6 | São José-MA     | 7  | 7 | 2 | 1 | 4 | 7  | 17 | –10 | 33 |
| 7 | Maranhão        | 5  | 7 | 1 | 2 | 4 | 7  | 11 | –4  | 24 |
| 8 | Cordino         | 1  | 7 | 0 | 1 | 6 | 2  | 16 | –14 | 5  |

|  |                                         |
|  | Classificados para as Semifinais        |
|  | Classificados para a Segunda Fase       |
|  | Rebaixados para Segunda Divisão de 2021 |

| Cordino        | —     | 0 – 1 | 0 – 1 | 1 – 1 |       |       |       | 0 – 3 |
| Imperatriz     |       | —     | 2 – 1 |       | 0 – 1 | 3 – 1 | 0 – 1 |       |
| Juventude      |       |       | —     | 2 – 0 | 0 – 2 |       | 1 – 5 | 3 – 0 |
| Maranhão       |       | 1 – 0 |       | —     |       |       | 1 – 1 | 1 – 2 |
| Moto Club      | 3 – 0 |       |       | 2 – 1 | —     | 3 – 1 |       |       |
| Pinheiro       | 4 – 1 |       | 1 – 2 | 3 – 2 |       | —     | 1 – 2 |       |
| Sampaio Corrêa | 3 – 0 |       |       |       | 0 – 1 |       | —     | 7 – 1 |
| São José-MA    |       | 0 – 1 |       |       | 0 – 0 |       |       | —     |

#### Rodadas na liderança e Lanterna
Em negrito, os clubes que mais permaneceram na liderança.
| Liderança | Liderança | Liderança      | Liderança      | Liderança | Liderança | Liderança |
| --------- | --------- | -------------- | -------------- | --------- | --------- | --------- |
| 1         | 2         | 3              | 4              | 5         | 6         | 7         |
| SAM       | MOT       | SAMPAIO CORRÊA | SAMPAIO CORRÊA | MOTO CLUB | MOTO CLUB | MOTO CLUB |
| Lanterna  |           |                |                |           |           |           |
| 1         | 2         | 3              | 4              | 5         | 6         | 7         |
| SÃO JOSÉ  | SÃO JOSÉ  | SÃO JOSÉ       | CORDINO        | CORDINO   | CORDINO   | CORDINO   |

## Segunda fase
|  |

| Chave | Equipe 1    | Total       | Equipe 2        | Ida | Volta |
| ----- | ----------- | ----------- | --------------- | --- | ----- |
| S1    | São José-MA | 6–6 (7–6 p) | Imperatriz      | 4–1 | 2–5   |
| S2    | Pinheiro    | 3–5         | Juventude Samas | 1–1 | 2–4   |

### Chave S1
| 18 de agosto | São José-MA                                                    | 4 – 1      | Imperatriz          | Castelão, São Luís                                       |
| 15:30        | Abu 28' · Thiago Tomais 34' · Popó 41' · Gabriel Ilhinha 90+2' | Súmula FMF | 81' Anderson Cavalo | Público: Portões fechados Árbitro: MA Maykon Matos Nunes |

| 21 de agosto | Imperatriz                                                                | 5 – 2      | São José-MA     | Estádio Frei Epifânio, Imperatriz                                 |
| 17:30        | Giva 11' · Lucas Campos 43', 50' · Anderson Cavalo 85' (pen) · Nonato 90' | Súmula FMF | 34', 47' Masset | Público: Portões fechados Árbitro: MA Raimundo José Chagas Araújo |

|                                                                          |       | Penalidades                                              |  |
| Anderson Cavalo Edu Amparo Ramon Tomais Bruno Smith Nonato Hudson Lorran | 6 – 7 | Masset Gunnar Anderson Kleo Popo Brendon Gleydson Brenno |  |

### Chave S2
| 18 de agosto | Pinheiro             | 1 – 1      | Juventude Samas       | Estádio Costa Rodrigues, Pinheiro                             |
| 17:00        | Alexsandro 63' (pen) | Súmula FMF | 9' (pen) Márcio Diogo | Público: Portões fechados Árbitro: MA Paulo José Sousa Mourão |

| 22 de agosto | Juventude Samas                                                                                | 4 – 2      | Pinheiro                                 | Pinheirão, São Mateus do Maranhão                                      |
| 15:30        | Rômulo Ferreira 43' · Rafael Gladiador 45+1' · Índio Potiguar 57' · Cléber Pereira 45+5' (pen) | Súmula FMF | 9' Rodrigo Correia · 45' Rômulo Ferreira | Público: Portões fechados Árbitro: MA Mayron Frederico dos Reis Novais |

## Semifinais

### Chave F1
| 5 de setembro | São José-MA | 0 – 0      | Moto Club | São Luís (Maranhão)                                                                                     |  |
| 15:30         |             | Súmula FMF |           | Estádio: Estádio Nhozinho Santos Público: portões fechados Árbitro: MA Mayron Frederico dos Reis Novais |  |

| 14 de setembro                               | Moto Club                 | 2 – 2 (4 – 2 pen.)   | São José-MA                | São Luís (Maranhão)                                                                          |  |
| 21:00                                        | Ancelmo 02' · Negueba 81' | Súmula FMF           | Amaral 41' (og) · Codó 61' | Estádio: Castelão, São Luís Público: portões fechados Árbitro: MA Ranilton Oliveira de Sousa |  |
|                                              |                           | Penalidades          |                            |                                                                                              |  |
| J.Hamilton Jhonatan Allan Patrick Andrezinho |                           | Abu Guma Ihinha Cleo |                            |                                                                                              |  |

### Chave F2
| 9 de setembro | Juventude Samas | 0 – 4      | Sampaio Corrêa                                             | São Mateus do Maranhão                                                              |  |
| 15:30         |                 | Súmula FMF | Roney 28' · Jackson 50' · Marcinho 60' · Robson Duarte 84' | Estádio: Pinheirão Público: Portões fechados Árbitro: MA Ranilton Oliveira de Sousa |  |

| 16 de setembro | Sampaio Corrêa | 1 – 1      | Juventude Samas | São Luís                                                                        |  |
| 19:00          | Jackson 77'    | Súmula FMF | 69' Vivico      | Estádio: Castelão Público: Portões fechados Árbitro: MA Paulo José Souza Mourão |  |

## Final

### Jogo de ida
| 23 de setembro | Sampaio Corrêa | 0 – 0      | Moto Club | Castelão, São Luís                                                    |
| 20:30          |                | Súmula FMF |           | Público: Portões fechados Árbitro: MA José Henrique de Azevedo Júnior |

### Jogo de volta
| 26 de setembro | Moto Club | 0 – 2      | Sampaio Corrêa              | Castelão, São Luís                                       |
| 19:00          |           | Súmula FMF | 33' Boaventura · 69' Robson | Público: Portões fechados Árbitro: MA Maykon Matos Nunes |

## Premiação
| Campeonato Maranhense Série A de 2020 |
| São Luís                              |
| ------------------------------------- |
| Sampaio Corrêa Campeão (34.º título)  |

## Estatísticas

### Artilharia
| Gols | Jogador | Time |
| ---- | ------- | ---- |

## Públicos

### Média
As médias de público são calculadas manualmente, levando-se em conta o relatório oficial emitido pela FMF, disponíveis no site oficial.

Atualizado em 11 de abril
| Pos. | Time            | Média | Total | Mandos | Maior | Menor | Arrecadação  | Ticket Médio |
| ---- | --------------- | ----- | ----- | ------ | ----- | ----- | ------------ | ------------ |
| 1    | Sampaio Corrêa  | 2 237 | 6 711 | 3      | 4 254 | 1 041 | R$ 89 782,00 | R$ 13,37     |
| 2    | Imperatriz      | 1 622 | 1 622 | 1      | 1 622 | 1 622 | R$ 18 690,00 | R$ 11,52     |
| 3    | Pinheiro        | 1 036 | 4 147 | 4      | 2 039 | 678   | R$ 49 010,00 | R$ 11,81     |
| 4    | Moto Club       | 805   | 1 610 | 2      | 996   | 614   | R$ 26 150,00 | R$ 16,24     |
| 5    | Maranhão        | 628   | 2 886 | 3      | 2 372 | 201   | R$ 40 400,00 | R$ 13,99     |
| 6    | São José-MA     | 390   | 780   | 2      | 755   | 25    | R$ 15 525,00 | R$ 19,90     |
| 7    | Cordino         | 261   | 783   | 3      | 346   | 196   | R$ 10 550,00 | R$ 13,47     |
| 8    | Juventude Samas | 190   | 380   | 2      | 200   | 180   | R$ 2 540,00  | R$ 4,05      |

## Técnicos
| Equipe         | Técnico                                                       |
| -------------- | ------------------------------------------------------------- |
| Cordino        | Sandow Feques (1ª—)                                           |
| Imperatriz     | Paulinho Kobayashi (1ª—7ª) Luis dos Reis(1ª da segunda fase—) |
| Juventude      | Marlon Cutrim (1ª—)                                           |
| Maranhão       | Lucas Andrade (1ª—5ª) Raimundinho Lopes (6ª—)                 |
| Moto Club      | Leandro Campos (1ª—3ª) Dejair Ferreira (4ª—) (interino)       |
| Pinheiro       | João Carlos Ângelo (1ª—6ª) Luis Miguel (7ª—)                  |
| Sampaio Corrêa | João Brigatti (1ª—3ª) Júnior Amorim (5ª—) (interino)          |
| São José       | Danilo Britto (1ª—)                                           |

### Mudança de Técnicos
| Clube          | Antecessor         | Motivo                      | Data            | Última partida                                  | Rod | Pos | Sucessor                   | Ref.          |
| -------------- | ------------------ | --------------------------- | --------------- | ----------------------------------------------- | --- | --- | -------------------------- | ------------- |
| Moto Club      | Leandro Campos     | Demitido                    | 9 de fevereiro  | São José-MA 0-0 Moto Club                       | 3ª  | 2°  | Dejair Ferreira (interino) | [ 8 ] [ 9 ]   |
| Sampaio Corrêa | João Brigatti      | Contratado pela Ponte Preta | 20 de fevereiro | Águia Negra 2-1 Sampaio Corrêa (Copa do Brasil) | 4ª  | 2°  | Júnior Amorim (interino)   | [ 10 ] [ 11 ] |
| Maranhão       | Lucas Andrade      | Demitido                    | 2 de março      | Maranhão 2-3 Pinheiro                           | 5ª  | 6°  | Raimundinho Lopes          | [ 12 ] [ 13 ] |
| Pinheiro       | João Carlos Ângelo | Demitido                    | 16 de março     | São José-MA 1-5 Pinheiro                        | 6ª  | 3°  | Luis Miguel                | [ 14 ]        |
| Imperatriz     | Paulinho Kobayashi | Substituído                 | 9 de agosto     | Imperatriz 3-1 Pinheiro                         | 7ª  | 3°  | Luis dos Reis              | [ 15 ] [ 16 ] |